# Alexander Neckam
Alexander Neckam  (8 de setembre de 1157 – 31 de març de 1217) va ser un estudiós del magnetisme, poeta, teòleg i escriptor anglès. Va ser abat de l'Abadia de Cirencester des de 1213 fins a la seva mort.

## Primers anys de vida
Nascut el 8 de setembre de 1157 a St Albans, Alexandre va compartir el seu aniversari amb el rei Ricard I. Per aquest motiu, la seva mare, Hodierna de St Albans, va ser contractada per la casa reial sota Enric II per servir com a nodrissa del futur monarca. Com a resultat, Alexander es va criar com a germà adoptiu de Richard en els seus primers anys.

## Obres

### Speculum speculationum
El Speculum speculationum (editat per Rodney M. Thomson, 1988) és la principal contribució supervivent de Neckam a la ciència de la teologia. Està inacabat en la seva forma actual, però cobreix una gamma bastant estàndard de temes teològics derivats de les Sentències de Peter Lombard i Agustí. Neckam no és considerat un teòleg especialment innovador o profund, encara que destaca pel seu primer interès per les idees de Sant Anselm de Canterbury. La seva visió de l' Speculum, una obra escrita molt tard en la seva vida, probablement l'any 1215, i que potser es basa en gran manera en les seves notes d'ensenyament de les darreres dècades, combina l'interès pels escrits platònics de pensadors anteriors del segle XII com Thierry de Chartres. i Guillem de Conches, amb una primera apreciació dels escrits recentment traduïts d'Aristòtil i Avicena. Neckam va ser un ferm admirador d'Aristòtil com a autoritat tant en ciències naturals com en arts lògiques, un dels primers pensadors llatins des de l'antiguitat a acreditar aquest aspecte de la producció de l'estagirita.
Al Speculum speculationum, Alexandre identifica un dels seus propòsits clau com combatre l'heretgia càtara, particularment la seva creença en el dualisme . Dedica gran part del llibre 1 a això, i després passa a centrar-se en el seu altre propòsit clau, l'aplicació de la lògica dialèctica a l'estudi de la teologia.

### De utensilibusiDe naturis rerum
A més de la teologia, Neckam s'interessava per l'estudi de la gramàtica i la història natural, però el seu nom s'associa principalment a la ciència nàutica. En els seus De utensilibus i De naturis rerum (tots dos escrits cap al 1190), Neckam ens ha conservat els primers avís europeus de l'agulla magnetitzada com a guia per als mariners i la descripció europea més antiga de la brúixola. Fora de la Xina, aquests semblen ser els primers registres.  Probablement va ser a París on Neckam va saber com un vaixell, entre les seves altres botigues, havia de tenir una agulla magnetitzada, muntada sobre un pivot, que giraria fins que apuntava cap al nord i guiaria així els mariners en temps tèrbol o en nits sense estrelles. Neckam no sembla pensar en això com una novetat sorprenent: només registra el que aparentment s'havia convertit en la pràctica habitual de molts mariners del món catòlic.
No obstant això, el mateix De naturis rerum va ser escrit com un prefaci al comentari de Neckam sobre el llibre de l'Eclesiastès, ell mateix una part d'un programa més ampli de comentaris bíblics que abasta el Càntic de Salomó i els Salms, que representa les tres branques de la literatura de la saviesa . No es pretenia com una obra enciclopèdica independent i autònoma per dret propi i, de fet, està ple de fantàstiques al·legories moralitzadores més que d'una filosofia natural detallada.
Vegeu l'edició de Thomas Wright de De naturis rerum i De laudibus divinae sapientiae de Neckam a la sèrie Rolls (1863), i de De utensilibus al seu volum de vocabularis .
De tots els escrits de Neckam sobre història natural, el De naturis rerum, una mena de manual del coneixement científic del segle XII, és, amb diferència, el més important: el passatge de l'imant esmentat anteriorment es troba al Llibre 2, capítol 98 ( De vi atractiva ), pàg. 183 de l'edició de Wright. La secció corresponent al De utensilibus es troba a la pàg. 114 del Volum de Vocabularis .

### Altres obres
Neckam també mostra un gran interès per la ciència mèdica contemporània. En particular, treu moltes idees dels escrits filosòfics del mestre mèdic salernità Urso de Calàbria, particularment De commixtionibus elementorum sobre teoria humoral.
Neckam també va escriure Corrogationes Promethei, un comentari bíblic precedit per un tractat de crítica gramatical; una traducció d'Aesop als elegíacs llatins (sis faules d'aquesta versió, tal com es dona en un manuscrit de París, estan impreses a les faules de Robert inedites ); comentaris, sobre parts de les Metamorfosis d'Aristòtil i Ovidi, que romanen sense imprimir, i sobre Martianus Capella, que ha rebut recentment una edició, i d'altres obres.
La seva versió de les faules d'Esopo en vers elegíac, anomenada Novus Aesopus, és una col·lecció de 42 faules extretes de la prosa Ròmul . També va compondre un Novus Avianus més breu, extret d'Avianus. Un poema complementari a De laudibus divinae sapientiae, anomenat simplement Suppletio defectuum, cobreix més material sobre els animals i el món natural, així com la cosmologia, el lliure albir, l'astrologia i l'ànima humana. Una edició d'aquest i diversos dels poemes menors de Neckam, editat per P. Hochgurtel, es va publicar com a part de la sèrie Brepols Corpus Christianorum Continuatio Medievalis l'any 2008.
S'ha especulat (Spargo, Virgil the Nigromancer, 1934) que Neckam també podria haver estat, sense voler-ho, el responsable de l'inici de les llegendes baixmedievals sobre els suposats poders màgics de Virgili. En comentar Virgili, Neckam va utilitzar la frase "Vergilius fecit Culicem" per descriure l'escriptura d'un dels poemes anteriors de Virgili, Culex ("El mosquit"). Això podria haver estat malinterpretat pels lectors posteriors com "Virgil va fer un mosquit" i va formar la base per a la llegenda de la mosca màgica de Virgili que va matar totes les altres mosques que va trobar i així va preservar la higiene cívica.

## Publicacions seleccionades
- Neckam, Alexander; Thomas Wright (ed.). Wright. De naturis rerum libri duo. With the poem of the same author, De laudibus divinæ sapientiæ.  Londres: Longman, Green, Longman, Roberts, and Green, 1863 (Rolls Series). DOI 10.1017/CBO9781139208239. ISBN 9781139208239.
- Neckam, Alexander; Peter Hochgürtel (ed.). Suppletio defectuum, Carmina minora. 221.  Turnhout: Brepols, 2008 (Corpus Christianorum, continuatio mediaevalis). ISBN 978-2-503-05211-3.
- Neckam, Alexander; Christopher J. McDonough (ed.). Sacerdos ad altare. 227.  Turnhout: Brepols, 2010 (Corpus Christianorum, continuatio mediaevalis). ISBN 978-2-503-53349-0.